# خاویر بینا
خاویر بینا (انگلیسی: Javier Baena؛ زادهٔ ۵ آوریل ۱۹۶۸) بازیکن فوتبال، و سرمربی (فوتبال) اهل آرژانتین است.

## باشگاهی
از باشگاه‌هایی که در آن بازی کرده‌است می‌توان به باشگاه فوتبال کولو-کولو اشاره کرد.